# Wet (singel Nicole Scherzinger)
Wet – czwarty singiel Nicole Scherzinger z jej pierwszego albumu Killer Love, który oficjalnie został wydany 28 sierpnia 2011 r. w Wielkiej Brytanii. Za produkcję odpowiedzialni są Sandy Vee oraz norweski zespół producencki Stargate.

## Teledysk
Produkcją teledysku do singla zajął się Justin Francis. 12 lipca 2011 r. Dreamland Talent Group, zajmujący się managementem ogłosił casting do wideo Nicole. Zdjęcia miały miejsce 18 lipca 2011r. Oficjalnie teledysk swoją premierę miał 3 sierpnia 2011 r. na stronie Entertainment.uk.msn.com.

## Listy przebojów

### Świat
| Lista przebojów (2011) | Pozycja |
| ---------------------- | ------- |
| Wielka Brytania        | 22      |
| Szkocja                | 24      |
| Irlandia               | 48      |
| Polska                 | 4       |

### Polska
| Lista przebojów - Polska (2011) | Pozycja |
| ------------------------------- | ------- |
| Polska (Airplay Top 100)        | 61      |